# Domaine Experimental Paracou
Het Domaine Experimental Paracou is een stuk land in Frans-Guyana dat als een onderzoeksconcessie bestuurd wordt door het Centre de Coopération Internationale en Recherche Agronomique pour le Développement (CIRAD). Het ligt tussen Sinnamary en Kourou, dicht bij de kust. Het gebied wordt voornamelijk bedekt door regenwoud, maar er is ook een klein dorp en een aantal experimentplantages, waar verschillende landbouwgewassen worden verbouwd.
Paracou geniet enige bekendheid onder mammalogen, omdat onderzoekers van het American Museum of Natural History er in het begin van de jaren negentig enkele jaren onderzoek deden naar de lokale zoogdierfauna. De resultaten van dat onderzoek werden gepubliceerd in 1998 en 2001 (zie #Literatuur).
De volgende zoogdieren komen voor in Paracou:
- Rode brulaap (Alouatta seniculus)
- Ametrida centurio
- Anoura caudifer
- Artibeus cinereus
- Artibeus gnomus
- Grote vruchtenvampier (Artibeus lituratus)
- Artibeus obscurus
- Artibeus planirostris (gegeven als Artibeus jamaicensis)
- Bosduivel (Ateles paniscus)
- Drievingerige luiaard (Bradypus tridactylus)
- Brilbladneusvleermuis (Carollia perspicillata)
- Zuidelijk kaalstaartgordeldier (Cabassous unicinctus)
- Gele wolhaarbuidelrat (Caluromys philander)
- Bruine kapucijnaap (Cebus apella)
- Centronycteris maximiliani
- Chiroderma trinitatum
- Chiroderma villosum
- Wateropossum (Chironectes minimus)
- Tweevingerige luiaard (Choloepus didactylus)
- Choeroniscus minor
- Coendou melanurus
- Grijpstaartstekelvarken (Coendou prehensilis)
- Cormura brevirostris
- Chrotopterus auritus
- Paca (Cuniculus paca)
- Dwergmiereneter (Cyclopes didactylus)
- Goudhaas (Dasyprocta leporina)
- Kapplergordeldier (Dasypus kappleri)
- Negenbandgordeldier (Dasypus novemcinctus)
- Gewone vampier (Desmodus rotundus)
- Witvleugelvampier (Diaemus youngi)
- Diclidurus scutatus
- Zuidelijke opossum (Didelphis marsupialis)
- Tayra (Eira barbara)
- Eptesicus chiriquinus
- Eptesicus furinalis
- Eumops auripendulus
- Eumops hansae
- Euryoryzomys macconnelli
- Kortduimvleermuis (Furipterus horrens)
- Grison (Galictis vittata)
- Kleine langtongvleermuis (Glossophaga soricina)
- Glyphonycteris daviesi
- Glyphonycteris sylvestris
- Gracilinanus emiliae
- Jaguarundi (Herpailurus yaguarondi)
- Hyladelphys kalinowskii
- Hylaeamys megacephalus
- Hylaeamys yunganus
- Lasiurus blossevillii
- Ocelot (Leopardus pardalis)
- Margay (Leopardus wiedii)
- Lichonycteris obscura
- Lonchophylla thomasi
- Lophostoma brasiliense (gegeven als Tonatia brasiliense)
- Lophostoma carrikeri (gegeven als Tonatia carrikeri)
- Lophostoma schulzi (gegeven als Tonatia schulzi)
- Lophostoma silvicola (gegeven als Tonatia silvicola)
- Langpootvleermuis (Macrophyllum macrophyllum)
- Makalata didelphoides
- Aeneasrat (Marmosa murina)
- Marmosops parvidens
- Marmosops pinheiroi
- Rood spieshert (Mazama americana)
- Mazama gouazoupira
- Mesomys sp.
- Mesophylla macconnelli (gegeven als Ectophylla macconnelli)
- Kaalstaartbuidelrat (Metachirus nudicaudatus)
- Micoureus demerarae
- Micronycteris brosseti
- Micronycteris hirsuta
- Micronycteris homezi
- Micronycteris megalotis
- Micronycteris microtis
- Micronycteris minuta
- Micronycteris schmidtorum
- Mimon bennettii
- Mimon crenulatum
- Molossops abrasus
- Molossops paranus
- Molossus barnesi
- Molossus molossus
- Molossus rufus
- Molossus sinaloae
- Monodelphis brevicaudata
- Groene acouchy (Myoprocta acouchy)
- Myotis nigricans
- Myotis riparius
- Reuzenmiereneter (Myrmecophaga tetradactyla)
- Rode neusbeer (Nasua nasua)
- Neacomys dubosti
- Neacomys paracou
- Nectomys rattus (gegeven als Nectomys melanius)
- Neusticomys oyapocki
- Kleine hazenlipvleermuis (Noctilio albiventris)
- Grote hazenlipvleermuis (Noctilio leporinus)
- Oecomys auyantepui
- Oecomys rutilus
- Oligoryzomys fulvescens
- Jaguar (Panthera onca)
- Halsbandpekari (Pecari tajacu)
- Peropteryx kappleri
- Peropteryx leucoptera
- Peropteryx macrotis
- Grijze vieroogbuidelrat (Philander opossum)
- Phylloderma stenops
- Bonte langneusvleermuis (Phyllostomus discolor)
- Phyllostomus elongatus
- Grote lansneusvleermuis (Phyllostomus hastatus)
- Witkopsaki (Pithecia pithecia)
- Platyrrhinus helleri
- Rolstaartbeer (Potos flavus)
- Reuzengordeldier (Priodontes giganteus)
- Proechimys cuvieri
- Cayennerat (Proechimys guyannensis)
- Promops centralis
- Pteronotus parnelli
- Poema (Puma concolor)
- Rhinophylla pumilio
- Rhipidomys nitela
- Langneusvleermuis (Rhynchonycteris naso)
- Roodhandtamarin (Saguinus midas)
- Grijsgroen doodshoofdaapje (Saimiri sciureus)
- Tweestrepige zakvleermuis (Saccopteryx bilineata)
- Saccopteryx gymnura
- Saccopteryx leptura
- Sciurillus pusillus
- Braziliaanse eekhoorn (Sciurus aestuans)
- Boshond (Speothos venaticus)
- Geelschoudervleermuis (Sturnira lilium)
- Sturnira tildae
- Zuidelijke boommiereneter (Tamandua tetradactyla)
- Laaglandtapir (Tapirus terrestris)
- Witlippekari (Tayassu pecari)
- Tonatia saurophila
- Franjelipvleermuis (Trachops cirrhosus)
- Driekleurhechtschijfvleermuis (Thyroptera tricolor)
- Trinycteris nicefori
- Prieelvleermuis (Uroderma bilobatum)
- Vampyriscus brocki (gegeven als Vampyressa (Metavampyressa) brocki)
- Grote onechte vampier (Vampyrum spectrum)